# Gijsbert Karel van Hogendorp
Gijsbert Karel van Hogendorp (Rotterdam, 27 ottobre 1762 – L'Aia, 5 agosto 1834) è stato un politico olandese.
Fu membro del triumvirato del 1813 che invitò il principe Guglielmo Federico d'Orange-Nassau a divenire principe sovrano dei Paesi Bassi.

## Biografia

### I primi anni e l'educazione

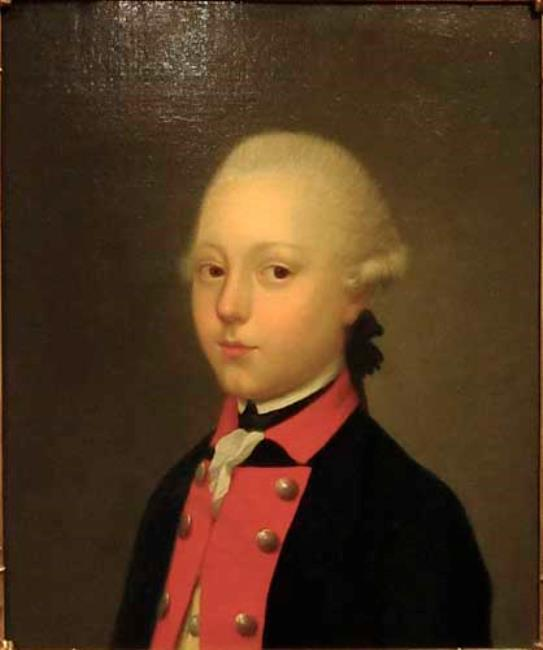
Il giovane Gijsbert Karel van Hogendorp in un ritratto del XVIII secolo

Van Hogendorp nacque a Rotterdam, e si recò a scuola a Berlino dove decise di entrare nell'esercito prussiano, pur non provando una particolare simpatia per la vita militare. Durante la sua permanenza nella capitale prussiana divenne molto amico dell'illuminista dr. Johann Erich Biester, studioso e sottosegretario del ministero del culto prussiano che poi divenne capo della Biblioteca Reale. Biester gli insegnò l'inglese, il latino ed il greco oltre a dedicarsi entrambi alla lettura di molti classici. Tornò in Olanda nel 1781 quando sua madre gli chiese di entrare a far parte dell'esercito olandese del principe Guglielmo V, stadtholder della Repubblica. Egli divenne particolarmente amico dello stadtholder ed ancor più di sua moglie, la principessa Guglielmina di Prussia, sorella del re prussiano.
Van Hogendorp visitò gli Stati Uniti d'America nel 1783. Durante questo suo viaggio negli Stati Uniti incontrò Thomas Jefferson il quale ebbe un'impressione favorevole del giovane Van Hogendorp (negli anni i due manterranno sempre una fitta corrispondenza). Venne anche invitato da George Washington a Mount Vernon, ma rimase sbalordito quando la famiglia Washington non mostrò interesse per la sua persona e per le sue idee. Durante la sua permanenza negli Stati Uniti ebbe modo di studiare la costituzione locale che ammirava particolarmente. Al suo ritorno nella Repubblica Olandese si fermò brevemente a Londra dove ebbe modo di studiare il sistema parlamentare locale. Nel 1785 iniziò a frequentare l'Università di Leida dove si laureò in legge.

## Il Partito orangista

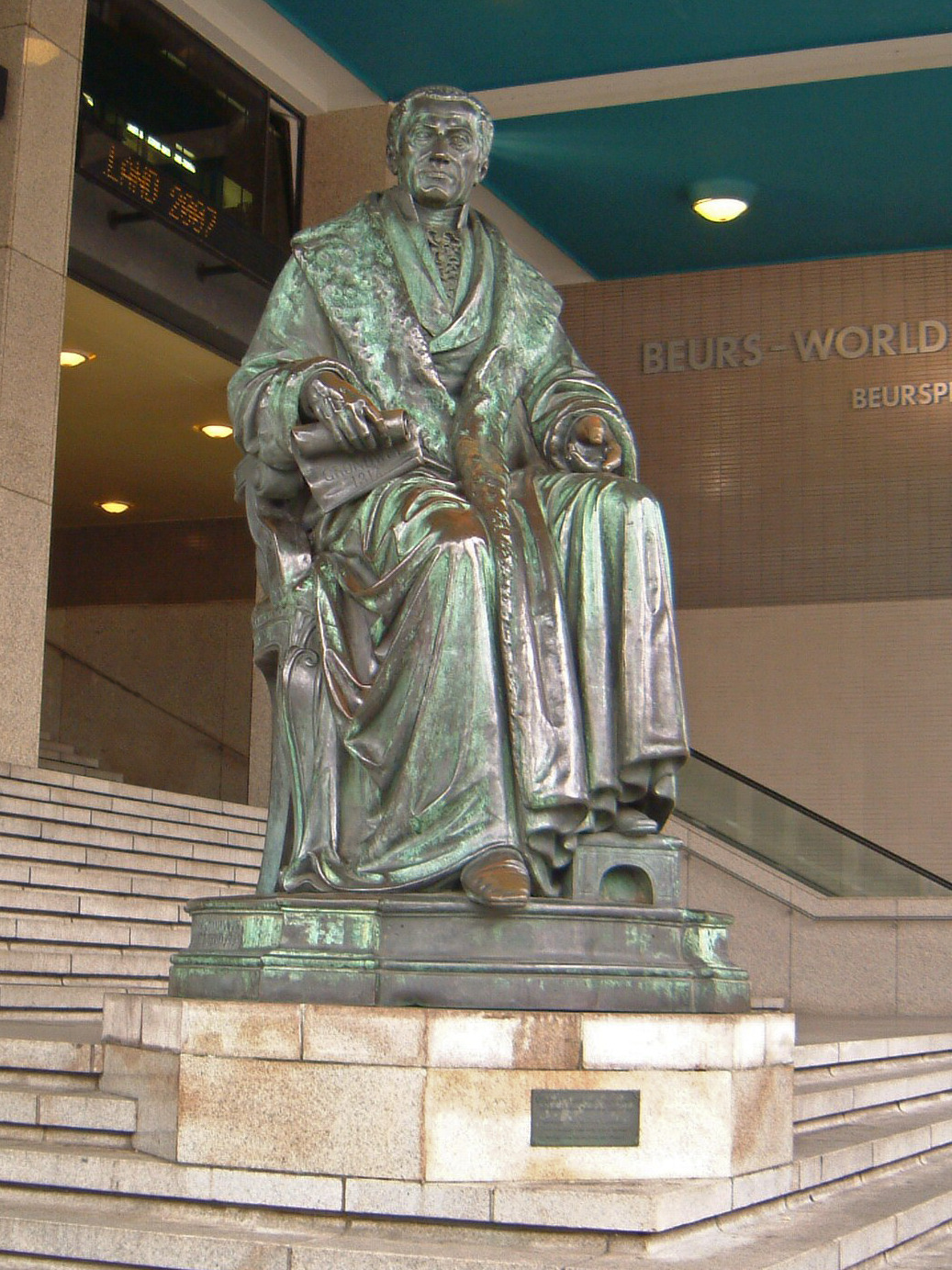
Statua di van Hogendorp a Rotterdam

Divenuto politico in patria, van Hogendorp venne inquadrato come moderato tra i membri del partito orangista richiedendo personalmente più riforme allo stato, tra cui l'introduzione di una costituzione. Si oppose ai Patrioti che volevano delle riforme rivoluzionarie e la degradazione dello stadtholder a titolo meramente onorifico. I Patriori dominavano le province di Olanda e Utrecht, le più prospere delle sette province della Repubblica Olandese. Lo stadtholder venne costretto a lasciare Le Hague e visse prevalentemente a Nimega, in Gheldria. La Prussia invase la Repubblica Olandese nel 1787 per restaurare al potere lo stadtholder. I Patrioti vennero perseguitati, ma molti di loro furono in grado di lasciare la Repubblica e si recarono in Francia. Van Hogendorp, che aveva giocato un ruolo importante nella restaurazione dell' ancien régime, venne eletto pensionaris - consigliere legale e avvocato - di Rotterdam dal 1788 al 1795, rinunciando a tale incarico solo con l'occupazione francese e la fondazione della Repubblica Bataviana.
Van Hogendorp si rifiutò di collaborare col nuovo regime e rimase fuori dallo scenario politico per i successivi diciotto anni. Non cambiò idea nemmeno quando molti dei suoi colleghi oranghisti giurarono fedeltà a Luigi Napoleone che divenne re del Regno d'Olanda nel 1806. Nel 1810 l'Olanda divenne una provincia dell'impero francese di Napoleone Bonaparte. Il fratello maggiore di Gijsbert Karel van Hogendorp, Dirk van Hogendorp, che invece ammirava l'imperatore francese, si unì all'esercito francese e ottenne il rango di generale. Napoleone gli concesse in seguito il titolo di conte dell'Impero. Anche di fronte alle idee di suo fratello, Gijsbert continuò comunque a ritenere Napoleone un brutale ed un dittatore.
Durante l'occupazione francese Gijsbert Karel van Hogendorp e sua moglie, Hester Clifford, vissero al maniero di Adrichem per qualche tempo. Nel 1809 si spostarono a Le Hague dove rimasero sino alla fine dei loro giorni.
Nel 1812 Van Hogendorp era ormai convinto che l'Impero francese si trovava sull'orlo della crisi e per questo iniziò a stilare una carta, precursore della Costituzione del 1814. Giocò un ruolo decisivo durante la rivolta dell'ottobre-novembre del 1813 che restaurò l'indipendenza nazionale olandese.

### Triumviro, la carriera nel regno d'Olanda e gli ultimi anni

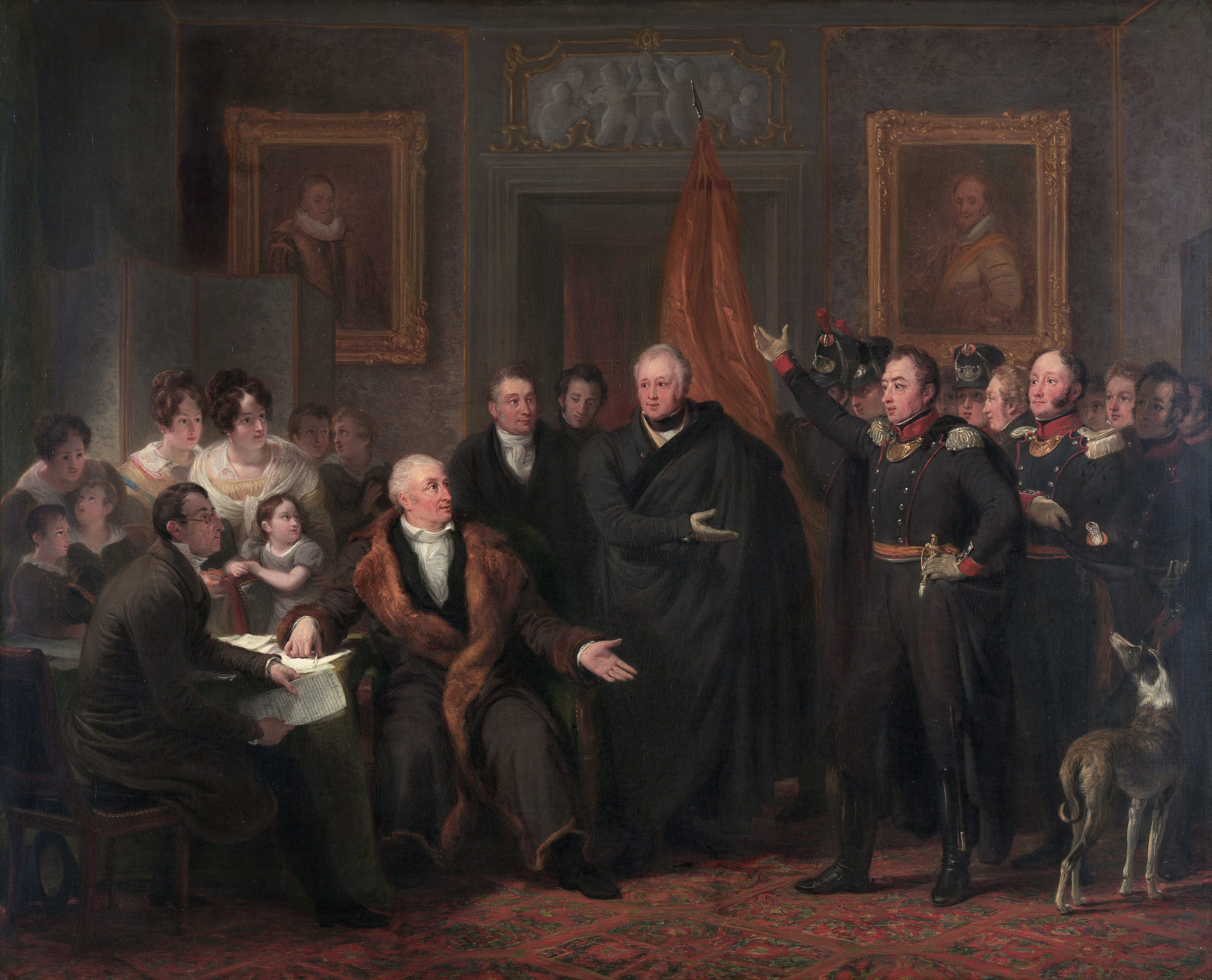
I membri del triumvirato: Gijsbert Karel van Hogendorp (seduto a sinistra), Frans Adam van der Duyn van Maasdam (in piedi, il primo da sinistra) e Leopold van Limburg-Stirum (al centro)

Divenne membro del Driemanschap (triumvirato) che invitò il principe Guglielmo Federico, il figlio primogenito di Guglielmo V (morto in esilio) a tornare in patria per divenire principe del nuovo stato indipendente dei Paesi Bassi sul finire del 1813. Prestò servizio come ministro degli esteri dal 7 dicembre 1813 al 6 aprile 1814, e capeggiò la commissione che scrisse la Costituzione dei Paesi Bassi del 1814. Il 6 aprile 1814 venne nominato quale primo Vice Presidente del Consiglio di Stato, rendendolo così la seconda persona più importante dei Paesi Bassi. Nel 1815 i Paesi Bassi divennero un regno ed il principe Guglielmo accettò il trono come re Guglielmo I. Il Belgio venne successivamente aggiunto ai Paesi Bassi. Il nuovo re dovette apparire troppo autoritario al gusto di Van Hogendorp e ben presto i due uomini iniziarono a distanziarsi sempre più. Van Hogendorp costantemente ricordava al re di essere un sovrano costituzionale e non un re assolutista. Le relazioni tra il re ed il suo vice presidente si ruppero definitivamente quando Van Hogendorp prese a criticare l'atteggiamento protezionista del sovrano, mentre egli era favorevole al libero scambio. Nel 1816 chiese di essere sollevato dal suo incarico di vice presidente del Consiglio di Stato e la cosa gli venne accordata il 7 novembre di quell'anno quando venne nominato membro del Senato olandese. Come senato e mosse un'opposizione moderata e liberale al re. Nel 1819 Van Hogendorp venne espulso dal re dal ruolo di membro del Consiglio di Stato.
Nel 1830 si prodigò a favore dei belgi presso il governo, intenzionato però a mantenere l'unità statale. Mostrò comunque rispetto e simpatia per i belgi quando riuscirono a staccarsi dagli olandesi come nazione indipendente.
Gijsbert Karel van Hogendorp, che soffriva di gotta dadivesi anni, morì all'età di 71 anni nella sua casa di Le Hague.

## Vita privata
Gijsbert Karel van Hogendorp sposò Hester Clifford (1766-1826), figlia di un ricco mercante di Amsterdam. La coppia ebbe insieme 10 figli. Quando Gijsbert Karel morì nel 1834, sei dei suoi figli erano ancora viventi.
Il 20 settembre 1815 venne nobilitato col titolo di primo conte di Hogendorp. Quando morì il titolo passò al suo primogenito, Willem. Egli fu inoltre antenato della nota attrice Audrey Hepburn.

### Idee religiose
Van Hogendorp era membro della Chiesa riformata olandese. Durante la sua giovinezza non si era mostrato interessato particolarmente alla religione (aveva mostrato interesse solo agli aspetti morali della legge mosaica) ma successivamente iniziò a praticare il cristianesimo pur con qualche variante personale: egli era ad esempio contrario all'ultra-ortodossia e più favorevole al liberalismo religioso, al punto da essere descritto da diversi studiosi come illuminista anche in questo campo. Si oppose alle opinioni politiche e religiose del poeta Willem Bilderdijk (suo figlio Dirk invece fu tra i principali ammiratori di Bilderdijk) e gli preferì invece quelle del teologo Johannes van der Palm dell'Università di Leida. Van der Palm fu uno strenuo sostenitore del criticismo testuale ma contrario all'estremo criticismo.

## Opere
- Specimen juridicum inaugurale de aequabili descriptione subsidiorum inter gentes foederatas, 1786.
- Verhandeling over de noodzakelijkheid eener religie in den staat (Saggio sulla necessità di una religione di stato), 1787.
- De scheiding van Holland en België (Della scissione tra Belgio e Olanda), 1830.